# Banatski Monoštor
Banatski Monoštor (en serbe cyrillique : Банатски Моноштор ; en hongrois : Kanizsamonostor) est un village de Serbie situé dans la province autonome de Voïvodine. Il fait partie de la municipalité de Čoka dans le district du Banat septentrional. Au recensement de 2011, il comptait 102 habitants.

## Démographie

### Évolution historique de la population
| 1948 | 1953 | 1961 | 1971 | 1981 | 1991 | 2002 | 2011 |
| ---- | ---- | ---- | ---- | ---- | ---- | ---- | ---- |
| 460  | 476  | 352  | 273  | 202  | 152  | 135  | 102  |

|  |